# Andrey Tychonoff
Andrey Nikolayevich Tychonoff (em russo:  Андрей Николаевич Тихонов; Gagarin, 30 de outubro de 1906 — Moscou, 8 de novembro de 1993) foi um matemático russo.